# Uruguay aux Jeux olympiques d'été de 1948
L'Uruguay participe aux Jeux olympiques d'été de 1948 à Londres, en Angleterre. Représenté par soixante et un athlètes dont une femme, le pays remporte deux médailles, une en argent et une en bronze, grâce à l’ Aviron. Ce qui permet aux Sud-Américains d’intégrer le tableau des médailles, se classant à la 26e place au rang des nations. 

## Tous les médaillés
| Médaille           | Nom                          | Sport  | Épreuve        |
| ------------------ | ---------------------------- | ------ | -------------- |
| Médaille d'argent  | Eduardo Risso                | Aviron | Skiff          |
| Médaille de bronze | William Jones Juan Rodríguez | Aviron | Deux de couple |

## Sources
- (fr) Bilan de l’Uruguay sur le site du Comité international olympique
- (en) Bilan complet de l’Uruguay sur le site olympedia.org